# Freddy Bernal
Freddy Alirio Bernal Rosales (San Cristóbal, 16 de junio de 1962) es un jefe de policía y político, venezolano, actual gobernador del estado Táchira. Alcalde del municipio Libertador de Caracas desde el 2000 hasta 2008. Entre 2016 y 2020 fue Coordinador Nacional de los Comités Locales de Abastecimiento y Producción, anteriormente fue ministro para la Agricultura Urbana.

## Funcionario de seguridad
Nacido en San Cristóbal (estado Táchira), el 16 de junio de 1962. Hijo de José Antonio Bernal, un cabo primero del Ejército en la dictadura de Marcos Pérez Jiménez y luego miembro del ultraconservador partido Cruzada Cívica Nacionalista.
El 1 de agosto de 1982 Bernal ingresó en la Escuela de Formación de Oficiales de la Policía Metropolitana, obteniendo el título de Técnico Superior en Tecnología Policial con el cargo de subinspector, además el 3 de diciembre de 1984 obtuvo el título de licenciado en Ciencias Policiales. Participando en la Policía Metropolitana dirige el Comando Especial Táctico de Apoyo (Ceta), grupo dedicado a operaciones especiales y de alto riesgo.
Cursó estudios inconclusos en la Escuela de Formación de Oficiales de las Fuerzas Armadas de Cooperación (Efofac), trabajando luego como policía y llegando a ser subinspector. Encargado en diversas actividades de seguridad del Estado, incluyendo la custodia de políticos como Antonio Ledezma; incluso fue enviado por el gobierno venezolano a Nicaragua asignándosele la custodia de la presidenta de ese país Violeta Chamorro, protegida del presidente venezolano Carlos Andrés Pérez.
Aunque al principio no tuvo contacto con el teniente coronel Hugo Chávez, promotor del intento de los golpes de Estado de febrero y noviembre de 1992 contra el gobierno de Pérez, prontamente simpatizó con el Movimiento Bolivariano Revolucionario - 200 (MBR-200) por sus ideales izquierdistas y bolivarianos, junto con otros oficiales del Ceta (comando policial especializado) que se sumaron a los intentos revolucionarios, implicándose activamente con la segunda asonada militar (nov-92).
Fue detenido el 18 de diciembre de 1996 por averiguaciones relacionadas con actividades subversivas. Al ser liberado ocho días después declaróː «Yo me declaro perseguido político del gobierno de Rafael Caldera», diciendo que había sido detenido cinco veces y haber recibido amenazas del comisario Weisser, Jefe Nacional de Inteligencia de la Disip. En mayo de 1997 a Bernal se le dictó detención por rebelión militar y vínculos con un supuesto intento de golpe que desarticularon los cuerpos de inteligencia a principios de ese año. Bernal se mantuvo en la clandestinidad hasta que fue sobreseído por la Corte Marcial, cuando revocó su de detención.

## Carrera política
Ingresa en el Movimiento V República (MVR, sucesor del MBR-200), por este partido se postula a las elecciones legislativas de 1998 obteniendo el acta de diputado. En las elecciones de 1999 se vuelve a postular, esta vez como miembro constituyente para la Asamblea Nacional encargada de promulgar una nueva Constitución, siendo elegido por la circunscripción del Distrito Federal. En los comicios realizados el año siguiente, encargado de legitimar todos los cargos políticos, se presenta como candidato para la Alcaldía del Municipio Libertador, Caracas. Caracterizado por sus posiciones frontales y radicales, con apoyo de la coalición chavista Polo Patriótico (integrada fundamentalmente por el MVR), accede a la alcaldía sustituyendo al propio Ledezma y se convierte en una de las prominentes personalidades del chavismo, sin embargo tuvo serias diferencias con los burgomaestres de la Alcaldía Mayor de Caracas, encabezada primero por el ex chavista Alfredo Peña y después por el coopartidario Juan Barreto.
En la postrimería del golpe de Estado del 11 de abril de 2002, que derrocó brevemente al presidente Chávez, lideró parte de la resistencia al presidente de facto, el empresario Pedro Carmona Estanga, dirigiendo un grupo de seguidores del presidente derrocado. Después de la destitución de Carmona y la restitución de Chávez en el poder siguió ejerciendo sus funciones de burgomaestre.
En las elecciones regionales del año 2004 en el MVR se le ofrece la candidatura para la alcaldía mayor capitalina, pero la rechaza en busca de la reelección en su puesto de alcalde del municipio Libertador, lo consigue derrotando ampliamente con más del 73% al opositor Carlos Melo.
En 2007 se muestra a favor de la disolución de su partido MVR a instancias de Chávez, e ingresa en el nuevo Partido Socialista Unido de Venezuela, fusión de la mayoría de los partidos chavistas, y donde Bernal es uno de los principales dirigentes, especialmente en la ciudad capital, donde mantiene una constante relación con las organizaciones comunales de los sectores más empobrecidos. En enero de 2008 desaloja a los vendedores y mercaderes informales ubicados en la zonas céntricas y el casco histórico de la ciudad, cuando ya lo había hecho exitosamente un año atrás con los buhoneros del Bulevar de Sabana Grande, ubicado al este del municipio, iniciando con éxito el rescate de los espacios públicos y el reordenamiento urbanístico.
Debido a que no pudo optar a una segunda reelección como alcalde se propuso como asambleísta, quedando elegido con holgada votación para el actual período elecciones regionales del 23 de noviembre de 2008, habiendo perdido las elecciones internas en la candidatura para la gobernación del Estado Vargas del PSUV del 1 de agosto. Las citadas elecciones del 23 de noviembre dieron como ganador con el 53,65 % a su compañero del PSUV el psiquiatra Jorge Rodríguez Gómez quien lo sucedió en el cargo hasta la presente fecha.
El 8 de septiembre de 2011 fue incluido, junto a otros miembros importantes del gobierno venezolano presidente Hugo Chávez, por la Office of Foreign Assets Control, en la lista de Specially Designated Narcotics Traffickers, también conocida como Lista Clinton, la cual está integrada por personas con sospechas de actividades de terrorismo y narcotráfico y que les impide tener relaciones comerciales con nacionales de los Estados Unidos. Fue relacionado con un supuesto intento de tráfico de armas para abastecer a las Fuerzas Armadas Revolucionarias de Colombia. Bernal descalificó esta medida del gobierno norteamericano, tildándola de ser una retaliación política como respuesta a los enfrentamientos que, en materia internacional, mantienen los gobiernos estadounidense y venezolano.
En enero de 2018 Bernal fue nombrado por Nicolás Maduro Protector del Táchira, un cargo creado por el gobierno de Maduro al perderder su candidato José Vielma Mora la gobernación.Bernal también ha sido señalado por tener una estrecha vinculación con los grupos colectivos progobierno. En las elecciones regionales de 2021 fue electo gobernador del Táchira, al derrotar por un estrecho margen a la gobernadora en ejercicio Laidy Gómez, de Acción Democrática. Asumió el cargo el 4 de diciembre de 2021. Bernal fue criticado en redes sociales luego de que indicó que "habría corridas de toros" en la Feria Internacional de San Sebastián de 2022, pese a que Tarek William Saab había solicitado una medida pre-cautelativa.

## Orden de captura
La lista Clinton o Lista Kingpin una lista negra de empresas o personas vinculadas con relaciones de activos proveniente del narcotráfico. En 2011 Freddy Bernal fue incluido en dicha lista, específicamente es acusado de facilitar la venta de armas entre el gobierno de Venezuela y las FARC. Su estrecho vínculo con esta organización narco-terrorista hizo que la Oficina de Control de Activos Extranjeros de Estados Unidos (OFAC, siglas en inglés), emitiera sanciones sobre él y otro grupo de altos funcionarios venezolanos cercanos al presidente Hugo Chávez vinculados con el tráfico de estupefacientes.

## Sanciones
El Departamento del Tesoro de Estados Unidos sancionó a Freddy Bernal al ser asociado con "socavar el proceso electoral, con la censura de medios o con la corrupción en los programas de administración de alimentos en Venezuela". También está sancionado por Canadá, Panamá, la Unión Europea y Suiza.
| Predecesor: Antonio Ledezma | Alcalde del Municipio Libertador de Caracas 2000 - 2004 2004 - 2008 | Sucesor: Jorge Rodríguez Gómez |